# Waylon Jennings

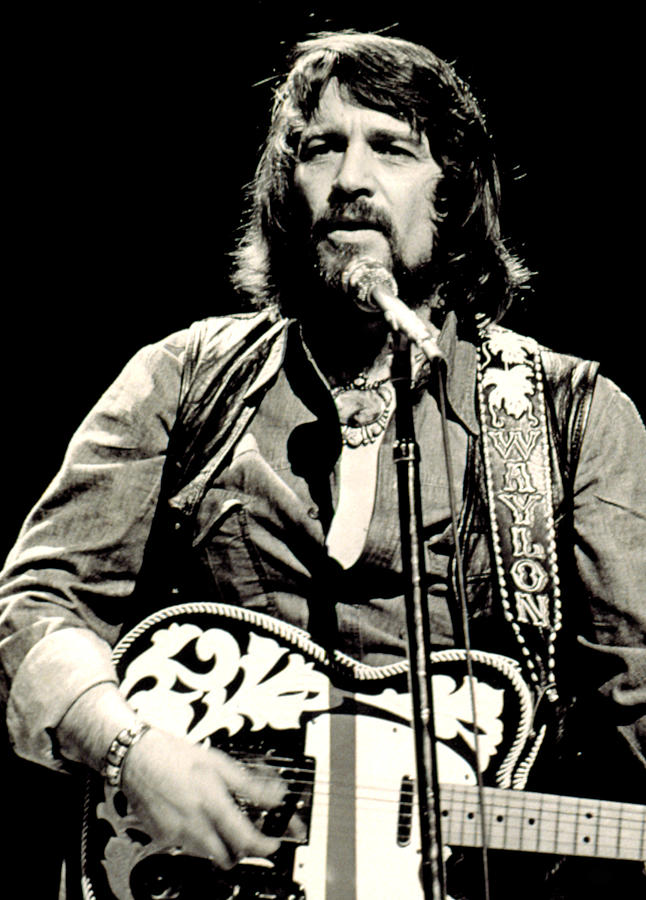
Waylon Jennings w 1976

Waylon Jennings (ur. 15 czerwca 1937 w Littlefield, zm. 13 lutego 2002 w Chandler) – amerykański piosenkarz muzyki country i gitarzysta. Na początku swej kariery współpracował z Buddym Hollym. W dniu katastrofy lotniczej 3 lutego 1959 Jennings miał lecieć wraz z nim wynajętą awionetką na kolejny z koncertów. Ostatecznie zrezygnował i jego miejsce zajął Jiles Perry Richardson.

## Dyskografia
- JD's (1964)
- Folk Country (1966)
- Leavin’ Town (1966)
- Nashville Rebel (Soundtrack) (1966)
- Waylon Sings Ol' Harlan (1967)
- Love Of The Common People (1967)
- The One And Only Waylon Jennings (1967)
- Hangin’ On (1968)
- Only The Greatest (1968)
- Jewels (1968)
- Just To Satisfy You (1969)
- Country Folk (1969) (with The Kimberlys)
- Waylon (1970)
- Don’t Think Twice (1970)
- The Best Of Waylon Jennings (1970)
- Ned Kelly (Soundtrack) (1970)
- Singer Of Sad Songs (1970)
- The Taker/Tulsa (1971)
- Cedartown, Georgia (1971)
- Good Hearted Woman (1972)
- Heartaches By The Numbers (1972)
- Ladies Love Outlaws (1972)
- Ruby, Don’t Take Your Love to Town (1973)
- Lonesome, On’ry and Mean (1973)
- Honkey Tonk Heroes (1973)
- Only Daddy That’ll Walk the Line (1973)
- This Time (1974)
- The Ramblin’ Man (1974)
- Dreaming My Dreams (1975)
- Wanted: The Outlaws (1976)
- Mackintosh And T J (Soundtrack) (1976)
- Are You Ready For The Country (1976)
- The Dark Side Of Fame
- Waylon Live (1976)
- Ol’ Waylon (1977)
- White Mansions (1978)
- I’ve Always Been Crazy (1978)
- Greates Hits (1979)
- What Goes Around Comes Around (1979)
- Music Man (1980)
- Leather and Lace (with Jessi Colter) (1982)
- Black On Black (1982)
- It’s Only Rock And Roll (1983)
- Waylon And Company (1983)
- Never Could Toe The Mark (1984)
- Waylon’s Greatest Hits, Volume 2 (RCA, 1984)
- The Collector’s Series – Waylon Jennings (1985)
- Turn The Page (1985)
- Sweet Mother Texas (1986)
- The Best Of Waylon (1986)
- Will The Wolf Survive (1986)
- Heroes (with Johnny Cash) (1986)
- Hangin’ Tough (Universal Special Markets, 1987)
- A Man Called Hoss (MCA, 1987)
- Full Circle (1988)
- The Early Years (1989)
- New Classic Waylon (MCA, 1989)
- The Eagle (Epic, 1990)
- Too Dumb For New York City Too Ugly For L.A. (Epic, 1992)
- Ol’ Waylon Sings Ol’ Hank (RCA, 1992)
- Cowboys, Sisters, Rascals, & Dirt (Sony Wonder, 1993)
- Waylon Jennings – The RCA Years – Only Daddy That’ll Walk The Line (RCA, 1993)
- Waymore’s Blues (Part II) (RCA, 1994)
- Twentieth Anniversary Edition – Wanted: The Outlaws (1996)
- Right For The Time (Buddha Records, 1996)
- The Essential Waylon Jennings (RCA, 1996)
- Super Hits (RCA, 1996)
- Super Hits II (RCA, 1998)
- Closing In On The Fire (ARK 21, 2000)
- Never Say Die: Live (Lucky Dog (Epic), 2000)
- 20th Century Masters – The Millennium Collection: The Best of Waylon Jennings (MCA Nashville, 2000)

### zWilliem Nelsonem
- Waylon and Willie (RCA, 1978)
- WWII (RCA, 1982)
- Take It To The Limit (1983)
- Clean Shirt (1991)
- Waylon And Willie Super Hits (RCA, 1999)

### zThe Highwaymen(Willie Nelson,Kris Kristofferson,Johnny Cash)
- Highwayman (Columbia, 1985)
- Live (Image, 1986)
- Highwayman 2 (Columbia, 1990)
- The Road Goes on Forever (Liberty, 1995)
- Highwaymen Ride Again (Sony, 1995)
- Super Hits (Columbia, 1999)
- The Road Goes on Forever [Bonus Tracks] (Capitol/EMI, 2005)
- The Road Goes on Forever [CD & DVD] (Capitol, 2005)
- Country Legends (DeLuxe Holland, 2005)